# Chionaspis longiloba
Chionaspis longiloba är en insektsart som beskrevs av Cooley 1899. Chionaspis longiloba ingår i släktet Chionaspis och familjen pansarsköldlöss. Inga underarter finns listade i Catalogue of Life.